# Socialismo revolucionario
El socialismo revolucionario es una filosofía política, doctrina y tradición dentro del socialismo que enfatiza la idea de que una revolución social es necesaria para lograr cambios estructurales en la sociedad. Más específicamente, es la opinión de que la revolución es una condición previa necesaria para la transición de un modo de producción capitalista a uno socialista. La revolución no se define necesariamente como una insurrección violenta; se define como una toma del poder político por parte de movimientos de masas de la clase trabajadora de modo que el Estado sea directamente controlado o abolido por la clase trabajadora en contraposición a la clase capitalista y sus intereses.
Los socialistas revolucionarios creen que tal estado de cosas es una condición previa para establecer el socialismo y los marxistas ortodoxos creen que es inevitable pero no predeterminado. El socialismo revolucionario abarca múltiples movimientos políticos y sociales que pueden definir la "revolución" de manera diferente entre sí. Estos incluyen movimientos basados en la teoría marxista ortodoxa como el De Leonismo, imposibilismo y luxemburguismo, así como movimientos basados en el leninismo y la teoría de la revolución liderada por vanguardistas como el estalinismo, maoísmo, marxismo-leninismo y trotskismo. El socialismo revolucionario también incluye otros movimientos marxistas, de inspiración marxista y no marxistas como los que se encuentran en el socialismo democrático, el sindicalismo revolucionario, el anarquismo y la socialdemocracia.
El socialismo revolucionario se contrasta con el socialismo reformista, especialmente el ala reformista de la socialdemocracia y otros enfoques evolutivos del socialismo. El socialismo revolucionario se opone a los movimientos sociales que buscan mejorar gradualmente los problemas económicos y sociales del capitalismo a través de reformas políticas.

## Historia

### Orígenes

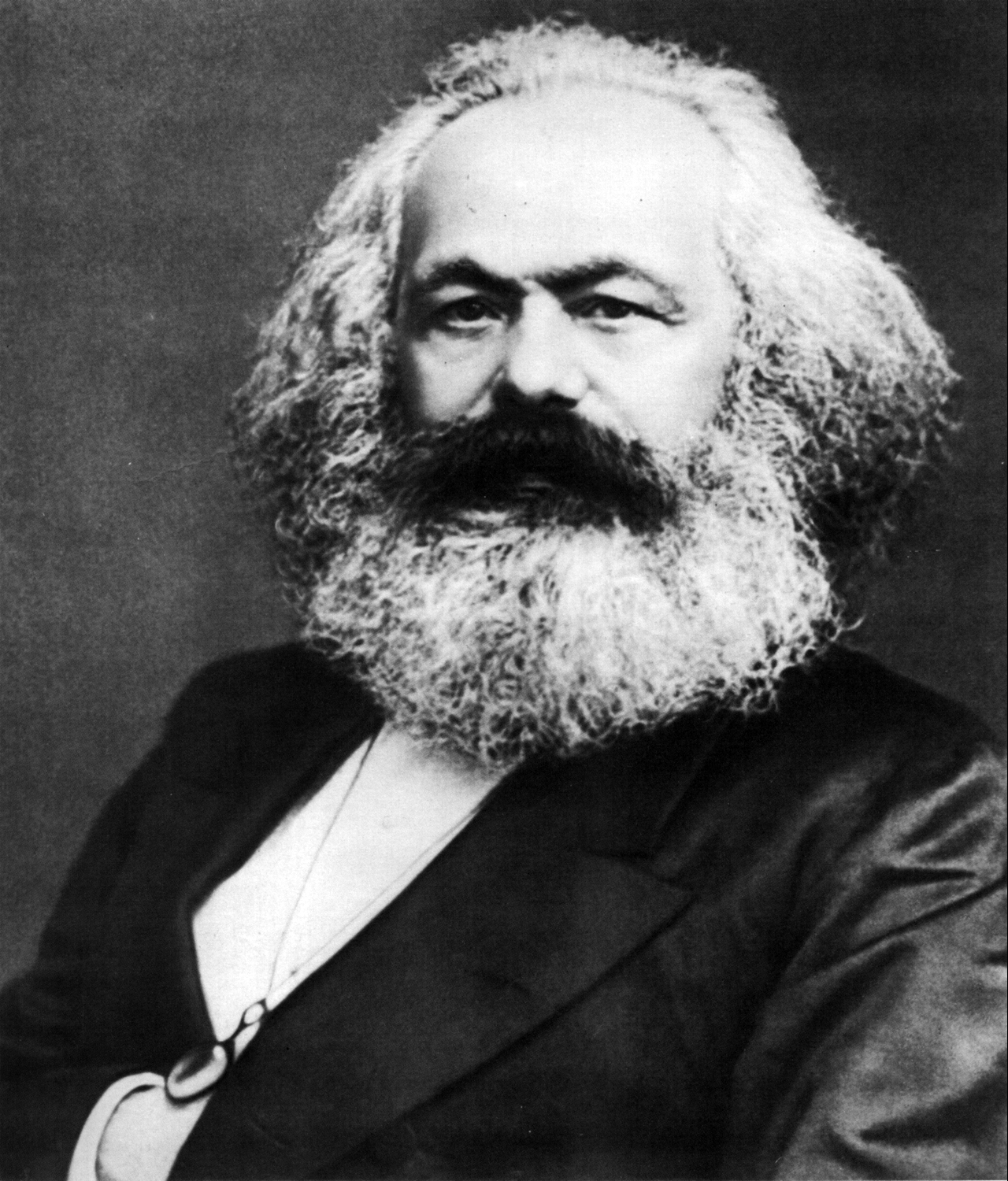
Retrato de Karl Marx en 1875

En Manifiesto del Partido Comunista, Karl Marx y Friedrich Engels escribieron:

El proletariado, la capa más baja de nuestra sociedad actual, no puede moverse, no puede levantarse, sin que salten por los aires todas las capas superpuestas de la sociedad oficial. Aunque no en el fondo, sí en la forma, la lucha del proletariado contra la burguesía es, en primer lugar, una lucha nacional. El proletariado de cada país debe, naturalmente, antes que nada arreglar cuentas con su propia burguesía. Al describir las fases más generales del desarrollo del proletariado, hemos seguido la guerra civil más o menos velada que se desata en el seno de la sociedad existente, hasta el punto en que esta guerra estalla en una revolución abierta y en que el derrocamiento violento de la burguesía sienta las bases para el dominio del proletariado. [...] Los comunistas luchan por la consecución de los objetivos inmediatos, por la imposición de los intereses momentáneos de la clase obrera; [...] Los comunistas desdeñan ocultar sus puntos de vista y sus objetivos. Declaran abiertamente que sus fines sólo pueden alcanzarse mediante el derrocamiento violento de todas las condiciones sociales existentes. Que las clases dominantes tiemblen ante una revolución comunista.

Veinticuatro años después del Manifiesto Comunista, publicado por primera vez en 1848, Marx y Engels admitieron que en los países desarrollados, "el trabajo puede alcanzar su objetivo por medios pacíficos". El estudioso marxista Adam Schaff argumentó que Marx, Engels y Lenin habían expresado esos puntos de vista "en muchas ocasiones". Por el contrario, la visión blanquista enfatizaba el derrocamiento por la fuerza de la elite gobernante en el gobierno por una minoría activa de revolucionarios, quienes luego procedieron a implementar el cambio socialista, sin tener en cuenta el estado de preparación de la sociedad en su conjunto y de la masa de la población en particular. por un cambio revolucionario.[cita requerida]
En 1875, el Partido Socialdemócrata de Alemania (SPD) publicó un Programa de Gotha algo reformista, que Marx atacó en Crítica del Programa de Gotha, donde reiteró la necesidad de la dictadura del proletariado. El punto de vista reformista fue introducido en el pensamiento marxista por Eduard Bernstein, uno de los líderes del SPD. De 1896 a 1898, Bernstein publicó una serie de artículos titulados "Probleme des Sozialismus" ("Problemas del socialismo"). Estos artículos dieron lugar a un debate sobre el revisionismo en el SPD y pueden verse como los orígenes de una tendencia reformista dentro del marxismo.[cita requerida]
En 1900, Rosa Luxemburgo escribió Reforma o revolución, una polémica contra la posición de Bernstein. El trabajo de reformas, argumentó Luxemburgo, sólo podría llevarse a cabo "en el marco de la forma social creada por la última revolución". Para hacer avanzar la sociedad al socialismo desde la "forma social" capitalista, será necesaria una revolución social:

Bernstein, al lanzarse contra la conquista del poder político como teoría de la violencia blanquista, tiene la desgracia de etiquetar de error blanquista lo que siempre ha sido el eje y la fuerza motriz de la historia humana. Desde la primera aparición de las sociedades de clases, que tienen la lucha de clases como contenido esencial de su historia, la conquista del poder político ha sido el objetivo de todas las clases en ascenso. He aquí el punto de partida y el fin de cada período histórico. [...] En los tiempos modernos, lo vemos en la lucha de la burguesía contra el feudalismo.

En 1902, Lenin atacó la posición de Bernstein en su ¿Qué hacer? Cuando Bernstein expuso sus ideas por primera vez, la mayoría del SPD las rechazó. El congreso del SPD de 1899 reafirmó el Programa de Erfurt, al igual que el congreso de 1901. El congreso de 1903 denunció los "esfuerzos revisionistas".[cita requerida]

### Primera Guerra Mundial y Zimmerwald
El 4 de agosto de 1914, los miembros del SPD en el Reichstag votaron a favor del presupuesto de guerra del gobierno, mientras que los socialistas franceses y belgas apoyaron públicamente y se unieron a sus gobiernos. La Conferencia de Zimmerwald de septiembre de 1915, a la que asistieron Lenin y León Trotski, vio el principio del fin de la incómoda coexistencia de socialistas revolucionarios y socialistas reformistas en los partidos de la Segunda Internacional. La conferencia adoptó una propuesta de Trotsky para evitar una ruptura inmediata con la Segunda Internacional. Aunque inicialmente se opuso a ella, Lenin votó a favor de la resolución de Trotski para evitar una división entre los socialistas pacifistas.
En diciembre de 1915 y marzo de 1916, dieciocho representantes socialdemócratas del grupo Haase - Ledebour votaron en contra de los créditos de guerra y fueron expulsados del Partido Socialdemócrata. Liebknecht escribió Socialismo revolucionario en Alemania en 1916, argumentando que este grupo no era un grupo socialista revolucionario a pesar de su negativa a votar por créditos de guerra, definiendo en su opinión lo que se entendía por socialista revolucionario.

### Revolución rusa
Muchos socialistas revolucionarios sostienen que la Revolución Rusa dirigida por Lenin sigue el modelo socialista revolucionario de un movimiento revolucionario guiado por un partido de vanguardia. Por el contrario, la Revolución de Octubre se presenta como un golpe de Estado o un golpe de Estado en la línea del blanquismo.[cita requerida]
Los socialistas revolucionarios, particularmente los trotskistas, sostienen que los bolcheviques sólo tomaron el poder como expresión de la masa de trabajadores y campesinos, cuyos deseos son realizados por una fuerza organizada: el partido revolucionario. Los marxistas como los trotskistas sostienen que Lenin no abogó por tomar el poder hasta que sintió que la mayoría de la población, representada en los soviets, exigía un cambio revolucionario y ya no apoyaba al gobierno reformista de Alexander Kerensky establecido en la revolución anterior de febrero de 1917. En las Lecciones de Octubre, León Trotski escribió:

Lenin, después de la experiencia del explorador, retiró la consigna del derrocamiento inmediato del Gobierno Provisional, pero no la retiró por un período determinado, por tantas semanas o meses, sino estrictamente en función de la rapidez con que creciera la rebelión de las masas contra los conciliadores.

Para estos marxistas, el hecho de que los bolcheviques obtuvieran una mayoría (en alianza con los socialrevolucionarios de izquierda) en el segundo congreso de los soviets de toda Rusia (organismos elegidos democráticamente) que se reunió en el momento de la revolución de Octubre, muestra que habían el apoyo popular de las masas de trabajadores, campesinos y soldados, la gran mayoría de la sociedad rusa.[cita requerida]
En su folleto Lecciones de Octubre, publicado por primera vez en 1924, Trotsky argumentó que el poder militar estaba en manos de los bolcheviques antes de que se llevara a cabo la Revolución de Octubre, pero este poder no se usó contra el gobierno hasta que los bolcheviques obtuvieron un apoyo masivo.[cita requerida]
La masa de soldados comenzó a ser dirigida por el partido bolchevique después de julio de 1917 y siguió únicamente las órdenes del Comité Militar Revolucionario bajo el liderazgo de Trotsky en octubre, también denominado Comité Militar Revolucionario en las obras completas de Lenin. Trotsky movilizó al Comité Militar Revolucionario para tomar el poder con la llegada del Segundo Congreso Panruso de los Sóviets de Diputados Obreros y Soldados, que comenzó el 25 de octubre de 1917.[cita requerida]
La Internacional Comunista (también conocida como Tercera Internacional) fue fundada tras la Revolución de Octubre. Esta Internacional se identificó ampliamente con el comunismo pero también se definió a sí misma en términos de socialismo revolucionario. Sin embargo, en 1938 los trotskistas formaron la Cuarta Internacional porque pensaban que la Tercera Internacional se volvía hacia el marxismo-leninismo; esta última Internacional pasó a identificarse con el socialismo revolucionario. El luxemburguismo es otra tradición socialista revolucionaria.[cita requerida]
Surgida de la Internacional Comunista pero crítica de la Unión Soviética posterior a 1924, la tradición trotskista en Europa occidental y en otros lugares utiliza el término "socialismo revolucionario". En 1932, el primer número del primer periódico trotskista canadiense, The Vanguard, publicó un editorial titulado "Socialismo revolucionario versus reformismo". Hoy en día, muchos grupos trotskistas defienden el socialismo revolucionario en lugar del reformismo y se consideran socialistas revolucionarios. El Comité por una Internacional de los Trabajadores afirma que "hacemos campaña a favor de nuevos partidos obreros y para que adopten un programa socialista. Al mismo tiempo, el CIT genera apoyo para las ideas del socialismo revolucionario". En "El caso del socialismo revolucionario", Alex Callinicos del Partido Socialista de los Trabajadores de Gran Bretaña argumenta a favor de él.

## Filosofía
El discurso socialista revolucionario ha debatido durante mucho tiempo la cuestión de cómo se originaría el momento predeterminado de la revolución, es decir, en qué medida la revuelta necesita ser organizada concertadamente y por quién. Rosa Luxemburgo, en particular, era conocida por su teoría de la espontaneidad revolucionaria. Los críticos argumentaron que Luxemburgo exageró el papel de la espontaneidad y descuidó el papel de la organización partidaria.